# Antoni Izydor Kiakszto
Antoni Izydor Kiakszto (ur. 23 maja 1884, zm. 19 maja 1960 w Ożarowie Mazowieckim) – pułkownik Wojska Polskiego, lekarz, chirurg.

## Życiorys
Urodził się 23 maja 1884 i w 1909 ukończył studia w Moskwie otrzymując dyplom doktora nauk medycznych. Osiadł w Wilnie i prowadził praktykę lekarską.
W 1919 dekretem Naczelnego Wodza Wojsk Polskich z dnia 9 grudnia został przyjęty do rezerwy Armii z wojska rosyjskiego w randze kapitana.
Pracował w szpitalu wojskowym, który następnie został przekształcony w Szpital Obszaru Warownego „Wilno”. W latach 1931–36 pełnił funkcję oficera łącznikowego oraz na uniwersytecie Stefana Batorego był p.o. adiunkta. Należał do Wileńskiego Towarzystwa Przeciwgruźliczego i w 1923 został wybrany na skarbnika. Należał również do Wileńskiego Towarzystwa Lekarskiego i był prezesem koła PCK w Wilnie. Jako prezes koła PCK był w komitecie wykonawczym Kongresu Maryańskiego w Wilnie w 1937 w dniach 1-3 lipca.
W 1936 został powołany na komendanta Szpitala Obszaru Warownego „Wilno” i pełnił tę funkcję do 1939. Na początku wojny dostał się do niewoli i został wywieziony w głąb Rosji. W Wilnie został jego żona Stanisława prawniczka i adwokat, która zmarła 7 lipca 1941.
Przeżył wojnę i czas okupacji i w 1946 osiedlił się w Ożarowie Mazowieckim. W październiku tego roku jako kontraktowy radca lekarski należał do Naczelnego Nadzwyczajnego Komisariatu do Walki z Epidemiami. Zmarł w Ożarowie Mazowieckim 19 maja 1960 i pochowany został na cmentarzu w Ołtarzewie.